# Поки султан
Поки султан (англ. So Long Sultan) — американська короткометражна кінокомедія режисера Чарльза Райснера 1923 року.

## У ролях
- Чарльз Райснер — репортер